# Janusz Kierzkowski
Janusz Kazimierz Kierzkowski, ps. Kicha (ur. 26 lutego 1947 w Borku, zm. 19 sierpnia 2011 we Wrocławiu) – polski kolarz torowy, brązowy medalista olimpijski Letnich Igrzyskach Olimpijskich w Meksyku, mistrz świata w 1973. Uważany za najwybitniejszego polskiego kolarza torowego w historii.

## Życiorys

### Kariera w Polsce
Karierę sportową rozpoczął mając 13 lat, w klubie Sparta Wrocław, pod opieką trenera Józefa Grundmanna. Od 1972 reprezentował barwy Dolmelu Wrocław. Specjalizował się w wyścigu na 1 km ze startu zatrzymanego, rywalizował również w innych konkurencjach torowych. Czternastokrotnie sięgał po tytuł mistrza Polski seniorów: w tandemach (z Januszem Kotlińskim – 1967), w sprincie (1969), w wyścigu na 1000 m ze startu zatrzymanego (1967–1974, 1976, 1977), na 4000 m drużynowo na dochodzenie (1967, 1968). W 1973 sięgnął po wicemistrzostwo Polski w szosowym wyścigu drużynowym na 100 km. Był rekordzistą Polski na 1000 m ze startu zatrzymanego (1.04.63 – 17 października 1968) oraz czterokrotnie w wyścigu drużynowym na 4000 m na dochodzenie (do wyniku 4.23.77 – 10 października 1968 w Meksyku). Jego rekord Polski na 1000 m ze startu zatrzymanego z Meksyku poprawił dopiero Marek Skórski w 1986.
W mistrzostwach Polski na torze i na szosie  w różnych konkurencjach wywalczył 27 tytułów mistrzowskich.

### Kariera za granicą
Trzykrotnie brał udział w Igrzyskach Olimpijskich. W debiucie w 1968 w Meksyku zdobył brązowy medal w wyścigu na 1000 m ze startu zatrzymanego wynikiem 1.04.63, który był jednocześnie rekordem Polski. Był to pierwszy medal olimpijski w kolarstwie torowym dla Polski po II wojnie światowej. W drużynie w wyścigu na 4000 m na dochodzenie odpadł w ćwierćfinale. Kolejne starty olimpijskie nie były dla niego równie udane. W 1972 zajął piąte miejsce na 1000 m ze startu zatrzymanego i czwarte – w drużynowym wyścigu na 4000 m na dochodzenie. W 1976 był czwarty na 1000 m ze startu zatrzymanego.
Dziewięciokrotnie startował w mistrzostwach świata. Debiut w 1967 przyniósł mu piąte miejsce w wyścigu drużynowym na 4000 m na dochodzenie. W tandemach (z Jerzym Skoczkiem) odpadł w eliminacjach. W 1968 był czwarty na 1000 m ze startu zatrzymanego. W 1969 zdobył swój pierwszy medal MŚ – srebro w wyścigu na 1000 m ze startu zatrzymanego. W wyścigu sprinterskim zajął 9-10. miejsce. Po niezbyt udanym występie w 1970 (12. miejsce na 1000 m i 5 z drużyną na 4000 m) i czwartym miejscu na 1000 m w 1971, swój życiowy sukces osiągnął w 1973, zdobywając złoty medal i zarazem pierwsze mistrzostwo świata w historii polskiego kolarstwa torowego. Dziennikarz sportowy Bogdan Tuszyński w publikacji pt. „Welodrom w blasku złota” tak opisał jego zwycięstwo w wyścigu na 1000 m ze startu zatrzymanego na tych mistrzostwach:

Janusz Kierzkowski – Polonia – woła spiker. Borucz stawia rower na białej linii startu. (...) Kierzkowski zapina paski i spogląda wysoko pod pułap welodromu. To charakterystyczny moment jego koncentracji. Oddycha ciężko. (...) Janusz wreszcie łapie dół kierownicy. To znaczy, że jest gotów, że wyczuł moment, iż teraz jest zdecydowany na wszystko. Sędzia startowy wyprzedza nieco skinienie głowy trenera. Pada strzał, który zaskakuje Borucza, ale który nie zaskoczył Kierzkowskiego. „Wpada w strzał”. Ruszył zegar, rozpoczęła się orgia świetlnych cyferek, które stały się rytmem naszych przeżyć, naszych emocji i radości. (...) Bez zbytniego balansu ciałem Polak z miejsca łapie właściwy rytm ładnych kilka metrów przed pierwszym wirażem. (...) Tempo jest bardzo szybkie. Potwierdzenie znajduje się natychmiast na tablicy. Pierwsze 145 metrów – 12,85. I radosne westchnienie widowni. Podziw. W takim tempie żaden jeszcze kolarz nie pokonał tego odcinka. Teraz już stała wielka wrzawa dopinguje Polaka do walki. Piękna, elegancka kolarska sylwetka Kierzkowskiego przyciąga uwagę każdej pary oczu tysięcy widzów. (...) Koła maszyny naszego zawodnika, jak po sznureczku, mkną po betonie wzdłuż białej linii wyznaczającej najkorzystniejszy, bo najkrótszy tor jazdy. (...) Moment jakiejś małej asekuracji Polaka na pełnym okrążeniu jest prawie niewidoczny. 2–3 obroty mniej nie uchodzą jednak uwagi widzów. Czas 17,85 nie najlepszy, ale w sumie doskonale. Jego walka z czasem, przestrzenią i zmęczeniem trwa. (...) Drugie pełne okrążenie 17,67. W takim tempie jeszcze nikt nie jechał. Teraz zrywa się już huragan braw. Ludzie wstają z miejsc. Jeszcze tylko 285 metrów. (...) Nadal ogromna świeżość, pewne prowadzenie roweru. Nie czuje się zmęczenia Polaka. Do przodu pcha go ogromna owacja. (...) Zbliża się 19,14 sekundy na ostatnim okrążeniu. Fantastycznie. 1:07,51 wskazują świetlne cyferki elektronicznego zegara. Najlepiej ze wszystkich!

Na tych samych mistrzostwach zajął czwarte miejsce z drużyną na 4000 m. Następnie jeszcze dwukrotnie stawał na podium mistrzostw świata, nagrodzony brązowymi medalami w 1974 i 1975. Swój ostatni występ na MŚ w 1977 zakończył w koronnej konkurencji na czwartym miejscu.
Karierę sportową zakończył w 1979 roku, rozpoczynając nową - przedsiębiorcy.
Zmarł 19 sierpnia 2011 we Wrocławiu po długiej i ciężkiej chorobie.
26 sierpnia 2011 został pochowany na Cmentarzu Osobowickim we Wrocławiu.

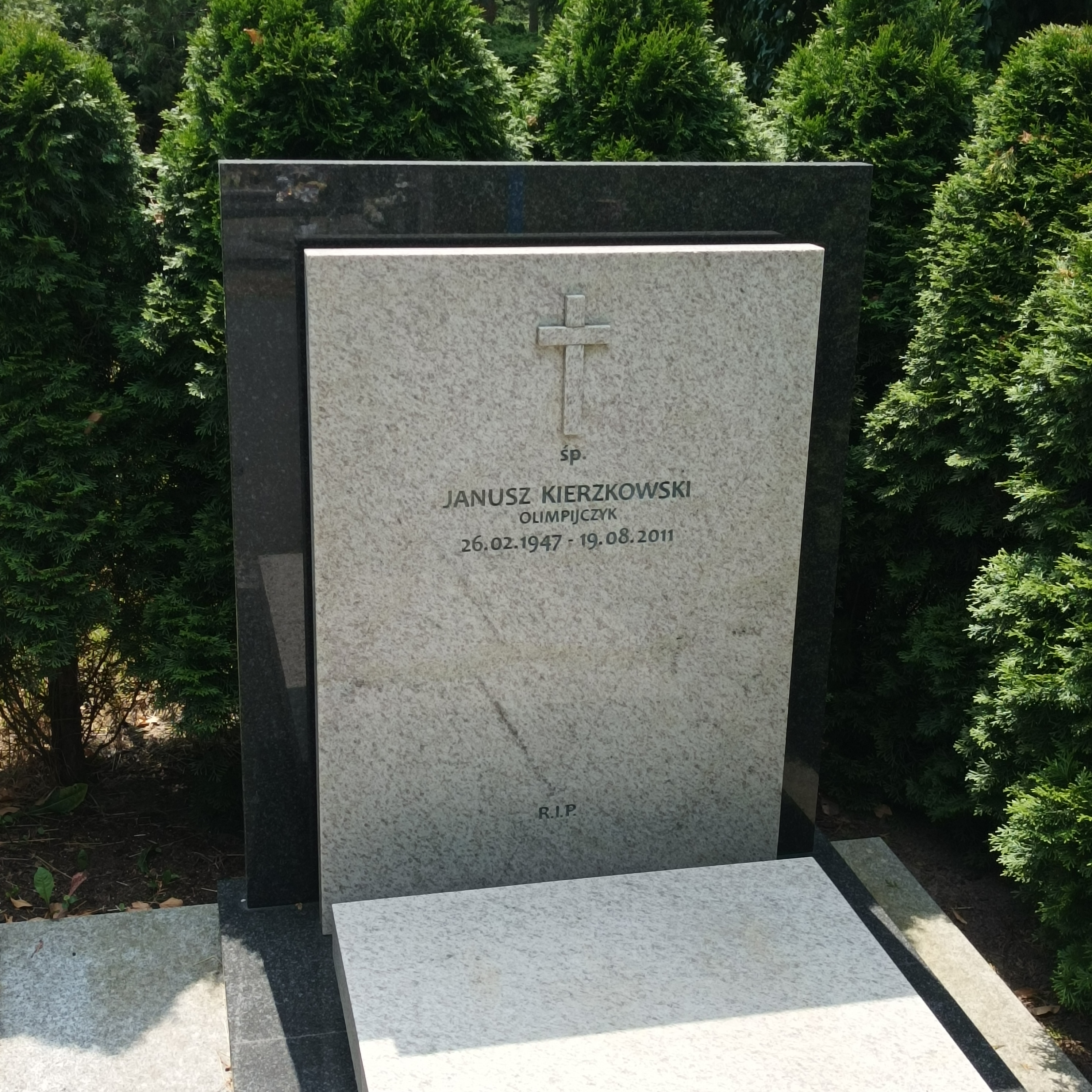
Grób Janusza Kierzkowskiego na Cmentarzu Osobowickim

## Odznaczenia i wyróżnienia
- Krzyż Kawalerski Orderu Odrodzenia Polski 2000[6]
- Laureat Plebisctu "Przeglądu Sportowego" na 10. najlepszych sportowców Polski (w 1968 – miejsce 8, w 1969 – miejsce 5, w 1973 – miejsce 6)

## Życie prywatne
Żona Stefania i dwie córki: Kamila (ur. 1968) i Paulina (ur. 1975).